# Kolenspoor (museumlijn)
Het Kolenspoor was een toeristische spoorweg in België tussen Waterschei en Eisden, op het traject van een gedeelte van de voormalige spoorlijn 21A (Waterschei-As) en op het traject van de voormalige spoorlijn 21B (As-Eisden). Op de lijn werden toeristische ritten met oud spoorwegmaterieel gereden.
Tot enkele jaren geleden werd de spoorlijn tot aan Eisden bereden. Door de slechte staat van het spoor werd dit later onmogelijk.
Vanaf juli 2009 vond er tussen station As en station Eisden behalve de occasionele trein ook spoorfietsen plaats, nadien verhuisde dit naar spoorlijn 20 in Munsterbilzen.
Sinds 2014 is de toeristische exploitatie over de volledige lijn stilgelegd en sinds 2015 is de vereniging "vzw Kolenspoor" haar concessie over het baanvak Waterschei - As - Eisden volledig kwijt. De slechte staat van de rails liet het niet meer toe treinen op het traject te laten rijden.

## Materieel
| Maatschappij en nummer | Tractie | Naam en bijzonderheden         | Bouwjaar en fabriek      | Opmerkingen                                                                                | Afbeelding |
| ---------------------- | ------- | ------------------------------ | ------------------------ | ------------------------------------------------------------------------------------------ | ---------- |
| Locomotieven           |         |                                |                          |                                                                                            |            |
| Simone                 | Stoom   |                                | 1926, La Hestre          | Afkomstig van Tessenderlo Chemie. Vervolgens overgenomen van de Toeristische Trein Zolder. |            |
| Bébert                 | Stoom   |                                | 1926, La Meuse           | Overgenomen van de Toeristische Trein Zolder. Rijdt thans bij het Stoomcentrum Maldegem    |            |
| NMBS 8213              | Diesel  | Rangeerlocomotief serie HLR 82 |                          | Status onbekend                                                                            |            |
| 25.591                 | Diesel  | Rangeerlocomotief              | 1955, Orenstein & Koppel | Status onbekend                                                                            |            |
| 3923                   | Diesel  | Rangeerlocomotief              | 1962, Cockerill          | Status onbekend                                                                            |            |
| 57.517                 | Diesel  | Rangeerlocomotief              | 1962, Deutz              | Status onbekend                                                                            |            |
| 3924                   | Diesel  | Rangeerlocomotief              | 1962, Cockerill          | Status onbekend                                                                            |            |
| Rijtuigen              |         |                                |                          |                                                                                            |            |
| NMBS A21.108/28.908    | –       |                                |                          | K1; Momenteel genummerd als 48008. UIC 80 88 81-48 008-7                                   |            |
| NMBS B22.403           | –       |                                |                          | K3; UIC 50 88 21-48 302-2                                                                  |            |
| NMBS B22.421           | –       |                                |                          | K3; UIC 50 88 21-48 320-5                                                                  |            |
| NMBS B22.490           | –       |                                |                          | K3; UIC 50 88 21-48 389-0                                                                  |            |
| NMBS B22.495           | –       |                                |                          | K3; UIC 50 88 21-48 394-0                                                                  |            |
| NMBS L 43315           | –       |                                |                          | L; gesloopt omstreeks 2010                                                                 |            |
| NMBS ABd40.006         | –       |                                |                          | M3                                                                                         |            |
| NMBS B62.413           | –       |                                |                          | Tussenrijtuig type 734                                                                     |            |
| NMBS ?                 | –       |                                |                          | I2                                                                                         |            |
| NMBS ?                 | –       |                                |                          | Houten gesloten goederenwagen type Ferry-Boat, afkomstig van de Toeristische Trein Zolder  |            |
| NMBS 16 174            | –       |                                |                          | Metalen pakwagen, afkomstig van de Toeristische Trein Zolder                               |            |